# МТРЗ-5238
МТрЗ-5238 — российский низкопольный троллейбус большого класса. Первый и единственный экземпляр был выпущен в 2010 году. Данная модель является первым низкопольным троллейбусом завода МТрЗ в кузове собственной разработки. Она была разработана инженерами, пришедшими на Московский троллейбусный завод с  Башкирского троллейбусного завода и с АО «ТролЗа».

## Описание
Отличительными особенностями данного троллейбуса являются увеличенная ширина дверных проёмов, система «тёплого пола» и выдвижной пандус для инвалидных колясок собственной разработки МТрЗ. 
Примечательно наличие электропривода вентиляционных люков в крыше троллейбуса и системы видеонаблюдения салона. Троллейбус оснащён асинхронным тяговым приводом производства ООО «Чергос» и асинхронным тяговым электродвигателем ДТА-5У1 производства ОАО «Псковский электромашиностроительный завод». Портальные мосты данного троллейбуса изготовлены венгерской фирмой Rába. Он также оснащён гидравлическими штангоуловителями и имеет возможность автономного хода на расстояние до 500 метров. Выпущенный в 2010 году один троллейбус эксплуатировался в Москве в ФАТПе (бывшем 5-м троллейбусном парке) с бортовым номером 5002.

## Статьи
- Статья в журнале грузовик-пресс часть 1
- Статья в журнале грузовик-пресс часть 2
- В Уфе разработали троллейбус для московских инвалидов Архивировано
- Сделано в Москве (недоступная ссылка)